# Franz von Dingelstedt

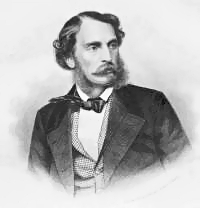
Franz von Dingelstedt um 1840

Franz Dingelstedt, ab 1867 von Dingelstedt, ab 1876 Freiherr von Dingelstedt (* 30. Juni 1814 in Halsdorf; † 15. Mai 1881 in Wien), war ein deutscher Dichter, Journalist und Theaterintendant. Er gilt als bedeutender Theaterleiter des späten 19. Jahrhunderts; zuletzt war er Direktor des Wiener Burgtheaters. Berühmt wurde er durch das von ihm gedichtete Weserlied, das von Gustav Pressel vertont wurde. Sein bekanntestes literarisches Werk sind die Lieder eines kosmopolitischen Nachtwächters.

## Leben

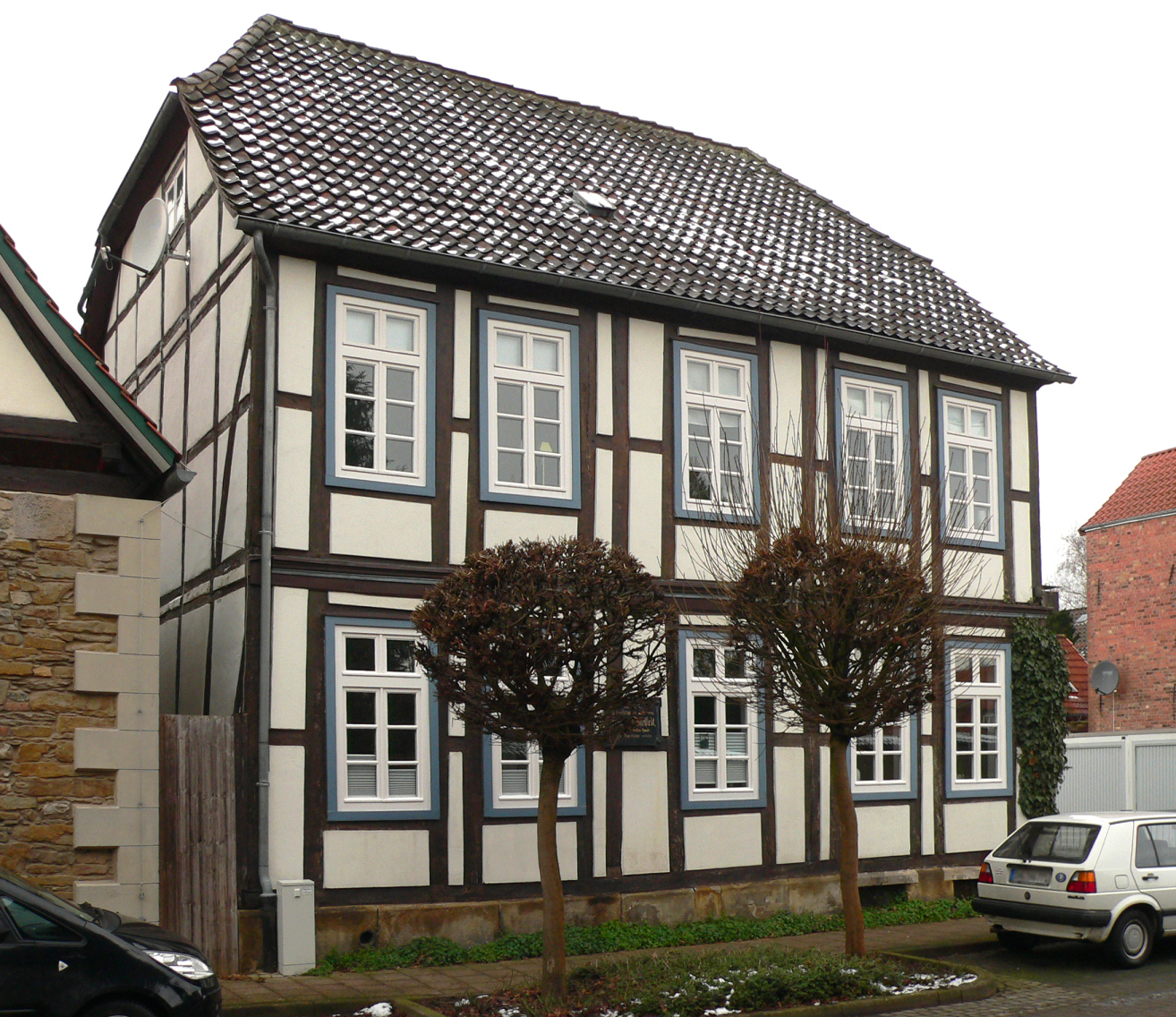
Wohnhaus in Rinteln

Seine Eltern waren der kurhessische Stadtkämmerer in Rinteln Friedrich Dingelstedt und die Advokatentochter Johanna Metzger (1795–1836).
Er wuchs im kurhessischen Rinteln an der Weser auf. Dort besuchte er ab 1821 das Ernestinum und machte bereits mit 17 Jahren 1831 ein glänzendes Abitur als Primus Omnium. Während seiner Zeit auf dem Ernestinum gehörte er der burschenschaftlich ausgerichteten Schülerverbindung Hermania an.
Im Anschluss an das Abitur studierte er von 1831 bis 1834 auf Wunsch des Vaters Theologie in Marburg. Dort wurde er Mitglied des Corps Schaumburgia sowie des Corps Guestphalia. Er ging jedoch nicht in den kirchlichen Dienst, weil er, wie er in einem Brief an den Freund Julius Hartmann schrieb, während des Studiums „profane Lieder gemacht und Komödie gespielt habe“ (Deetjen 1922). Stattdessen nahm er eine Stelle als Lehrer an und unterrichtete zunächst in einer „Erziehungsanstalt für junge Engländer, welche in Ricklingen bei Hannover blühte, und wo ich angeblich das Deutsche lehrte, in Wahrheit aber das Englische lernte“ (Dingelstedt 1878:167). Seine Schilderungen über die Zeit in Ricklingen klingen insgesamt eher nach geselligem als nach pädagogisch strengem Alltag.

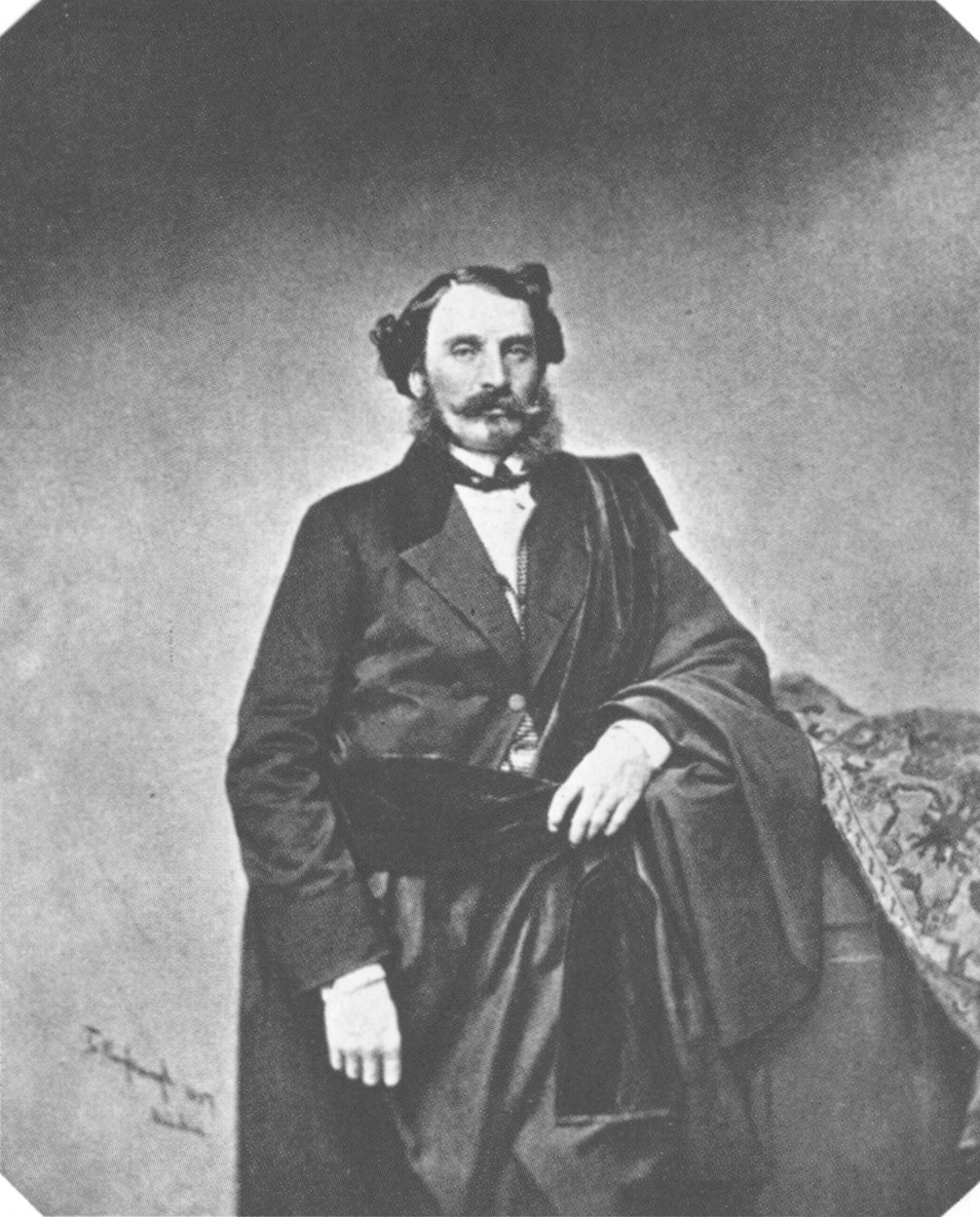
Franz von Dingelstedt, 1857

1836 kam er, wie er selbstironisch in einem Brief an seine Schwester schrieb, als „interimistischer Hülfslehrer-Gehülfe“ (zitiert nach Heidelbach 1936:188) ans Lyceum Fridericianum, das heutige Friedrichsgymnasium, in Kassel; hier veröffentlichte er die ersten dichterischen Arbeiten. Er gehörte dem Kasseler literarischen Zirkel Stiftshütte um Friedrich Wilhelm Müller und Friedrich Oetker an. Seine satirischen Bilder aus Hessen-Kassel, die die Residenzstadt ähnlich verspotten wie Heinrich Heines Harzreise 1826 die Stadt Göttingen, erschienen 1836 in der Zeitschrift Europa. Die nach dem Vorbild Anastasius Grüns benannten Spaziergänge eines Kasseler Poeten wurden 1837 in der Wage, einem Beiblatt zur Kurhessischen Allgemeinen Landeszeitung, als eigenständige Publikation unter dem Titel Stimmen der Wüste in dem Band Gedichte 1838 gedruckt. Diese Veröffentlichungen führten 1838 zu einer Strafversetzung an das Gymnasium in Fulda. In der als Verbannung empfundenen kurhessischen Provinz entstand der Roman Die neuen Argonauten (1839), für den Dingelstedt 20 Taler Strafe entrichten musste, weil er einen blasphemischen Passus enthielte. Hier schrieb er sein vielleicht bekanntestes Werk, die Lieder eines kosmopolitischen Nachtwächters (1841/42). In dieser Zeit schrieb er: „Fulda ist ein lustiger Ort mit vielen Honoratioren. 93 Visitenkarten steckten an meinem Spiegel – meine Gedichte kauft man sogar und liest sie in meiner Gegenwart vor“ (Glossy, S. 16). Das dürfte auch der Fall gewesen sein, als er „als gern gesehener Gast“ bei den Damen des Freiadeligen Stiftes Wallenstein eingeladen war. Durch Vermittlung der Stiftsdame Auguste von Seckendorff erhielt er später die Stelle als Hofrat in Stuttgart. 1838 reichte er seine Dissertation mit dem Titel Prolegomena ad artem poeticam (Einführung in die poetische Kunst) an der Universität Marburg ein, sie wurde allerdings abgelehnt. Mit der anschließenden Bewerbung an der Universität Jena hatte er mehr Erfolg, hier wurde er mit der gleichen Arbeit in Abwesenheit am 18. Mai 1838 zum Dr. phil. promoviert, durfte den Titel allerdings in Hessen nicht führen.
1840 setzte Dingelstedt sich für den liberalen Staatsrechtler Sylvester Jordan ein, der sich massiv um die kurhessische Verfassung von 1831 bemüht hatte. Jordan galt als Symbolfigur im Kampf gegen die Reaktion und wurde wegen angeblicher Kontakte zu republikanischen Kräften zu einer mehrjährigen Gefängnisstrafe verurteilt. In seinem Osterwort forderte Dingelstedt explizit: „Neig’ dein Scepter, Friedrich Wilhelm, zu erlösendem Bescheid!“ (Dingelstedt/Jordan 1848, S. 9) Dieser ursprünglich als Flugblatt erschienene Text fand große Beachtung; zur Freilassung Jordans, der auch eine lyrische Replik auf Dingelstedts Gedicht verfasste, kam es jedoch erst 1845.

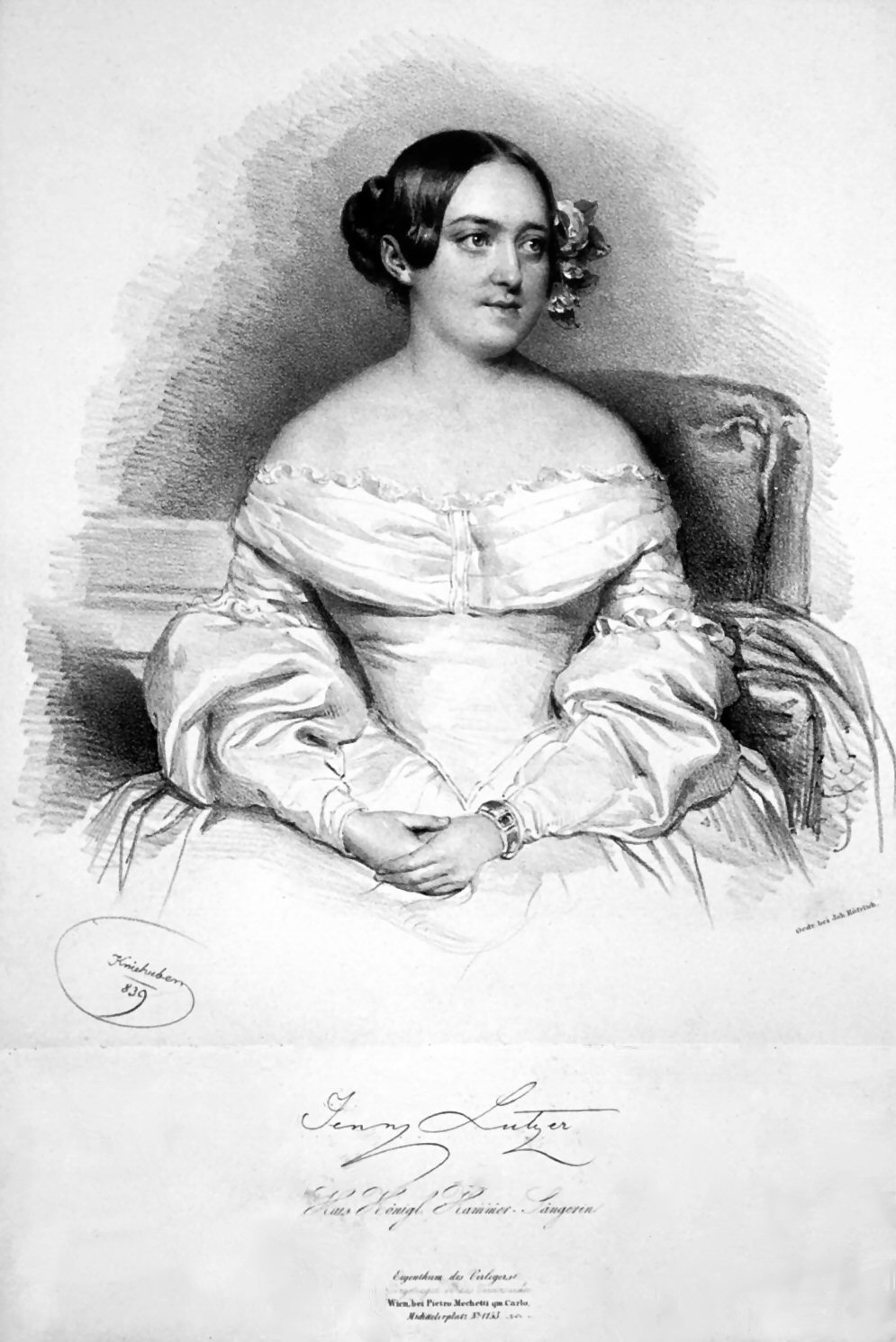
Jenny Lutzer
Lithographie von J. Kriehuber, 1839

1841 quittierte Dingelstedt schließlich den Schuldienst und verließ Fulda; die Lieder eines kosmopolitischen Nachtwächters erschienen im selben Jahr anonym und mit einem raffiniert erschlichenen Imprimatur im Verlag Julius Campe (vgl. etwa Brinitzer 1962, S. 196ff.). Als im Dezember 1841 von der preußischen Regierung ein Gesamtverbot aller Werke dieses Verlages erlassen wurde, stand auch Franz Dingelstedt in einer Reihe mit oppositionellen Autoren des Jungen Deutschland wie Heinrich Heine, Heinrich Laube, Karl Gutzkow oder August Heinrich Hoffmann von Fallersleben.
Seit den 1830er Jahren war Franz Dingelstedt journalistisch tätig, baute sich ein umfangreiches Netz an Kontakten auf und publizierte zwischen 1835 und 1850 in mindestens 74 literarischen Zeitschriften. In Kassel war er 1841 erster Redakteur der Zeitschrift Der Salon. Hinter dieser starken Medienpräsenz steckte der erkennbare Wille nach beruflicher Veränderung. Er wollte sich von seinem bürgerlichen Lehrerberuf emanzipieren und strebte schon früh einen Redakteursposten bei der von Cotta herausgegebenen Augsburger Allgemeinen Zeitung an; dieser Wunsch ging schließlich 1841 in Erfüllung. Dingelstedt wurde jedoch aus Furcht vor der Reaktion auf seine Nachtwächter-Lieder als Korrespondent nach Paris, anschließend nach London und Wien entsandt. In London lernte er die Sängerin Jenny Lutzer kennen, die er 1844 heiratete. In Paris wurde er zunächst trotz antisemitischer Passagen in seinem Gedicht Das Frankfurter Ghetto von Heinrich Heine freundschaftlich empfangen; dieser schrieb in dem Gedicht Bei des Nachtwächters Ankunft zu Paris (1841):
Nachtwächter mit langen Fortschrittsbeinen,

Du kommst so verstört einhergerannt!

Wie geht es daheim den lieben Meinen,

Ist schon befreit das Vaterland?

– Heine 1997:436

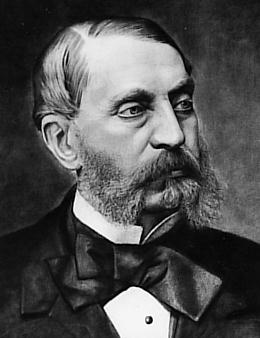
Franz von Dingelstedt

Neben Heine traf er in Paris 1842 mit Wolfgang Müller von Königswinter und Georg Herwegh zusammen. Das Jahr 1843 wird oft als Wendejahr in Dingelstedts Leben gewertet; bis zu diesem Zeitpunkt hatte er sich als Oppositioneller gegen die Politik der Restauration sowie die Feudalherrschaft der Duodezfürsten gewandt. Noch Ende 1841 verfasste er zusammen mit Georg Herwegh das Doppelgedicht Wohlgeboren und Hochwohlgeboren. Von zwei deutschen Dichtern in Paris. In dem von ihm verfassten Teil, Hochwohlgeboren, schrieb Dingelstedt:
So mancher hat’s doch schon erreicht,

Der höher noch als ich gedachte,

Der krummer seinen Vers vielleicht

Und krummer seinen Rücken machte.

Was Einer kann, das kann auch ich! – –

Und trotz Gefährden und Beschwerden,

Schwör ich’s – St. Huber, höre mich! –

Ich muß Geheimer Hofrat werden!

– zitiert nach Dingelstedt 1978:234

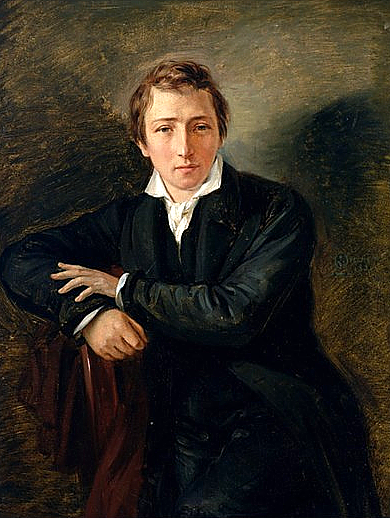
Heinrich Heine, Gemälde von M. D. Oppenheim, 1831

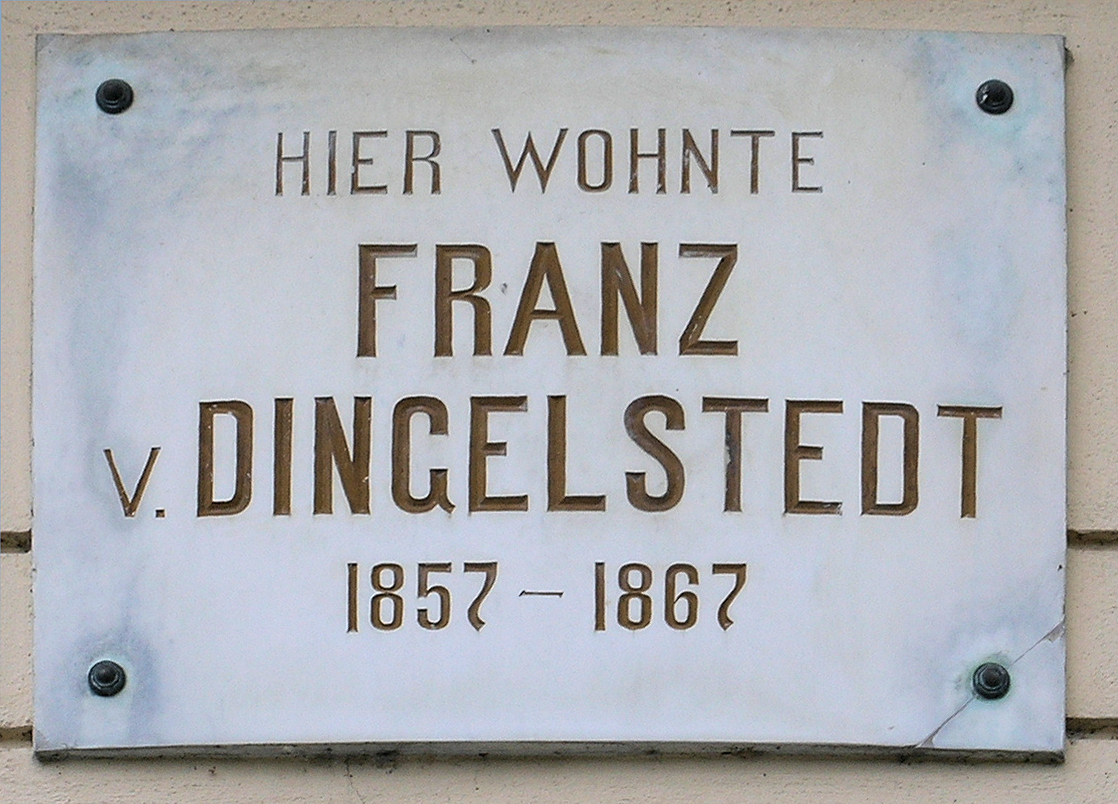
Gedenktafel am Haus Beethovenplatz 3, in Weimar

Diese letzte Zeile wird am Schluss jeder zweiten Strophe wiederholt und ist im Kontext des Gedichtes eindeutig ironisch gemeint; die höfische Welt und der Untertanengeist werden belächelt. Umso erstaunlicher wirkt es, dass Dingelstedt kaum zwei Jahre später 1843 in Stuttgart eine Anstellung beim König von Württemberg als Vorleser und Bibliothekar annahm und wirklich zum Hofrat ernannt wurde. Dieser Gesinnungswechsel machte ihm Feinde unter den jungdeutschen Autoren, auch Heine beklagte Dingelstedts „Verhofräterei“, blieb ihm aber dennoch verbunden, indem er 1844 in dem Gedicht An den Nachtwächter (Bei späterer Gelegenheit) schrieb:
Verschlechtert sich nicht dein Herz und dein Stil,

So magst du treiben jedwedes Spiel;

Mein Freund, ich werde dich nie verkennen,

Und sollt ich dich auch Herr Hofrat nennen.

– Heine 1997:471
Andere Dichterkollegen fühlten sich von Dingelstedt verraten; der ehemalige Freund Georg Herwegh etwa bramarbasierte noch 1851 in einer Rezension des Gedichtbandes Nacht und Morgen, dass er sich „den Herrn Theaterintendanten Dingelstedt gern ein paar Schritte vom Leibe halten“ möchte. Er wandte sich entschieden gegen dessen „hofrätliche Niederträchtigkeit“ und urteilte: „Wenn aber die absolute Impotenz mit der Prätension auftritt, was Rechtes zu sein, wenn ein jämmerlicher Renegat sich erfrecht, aus einem königlichen Liebesboudoir hervor seine schwächliche Hofratsgalle auf die beste Sache und ihre treusten Verfechter zu spritzen, wenn ein herzloser Schöngeist es wagt, vor den Augen des von Leuten seines Gelichters tausendfach verratenen deutschen Volkes versedrechselnd mit schwarz-rot-goldenen Glacéhandschuhen zu kokettieren, so darf und soll diese Anmaßung, dieses Erfrechen, diese Koketterie der verdienten Züchtigung nicht entgehen“ (Herwegh 1851). Der einstige Freund Ferdinand Freiligrath brachte seine Enttäuschung auf den Punkt: „Du bist Hofrath, u. ich will nie etwas anderes sein, als Freiligrath“ (zitiert nach Schoof 1940a, S. 213).

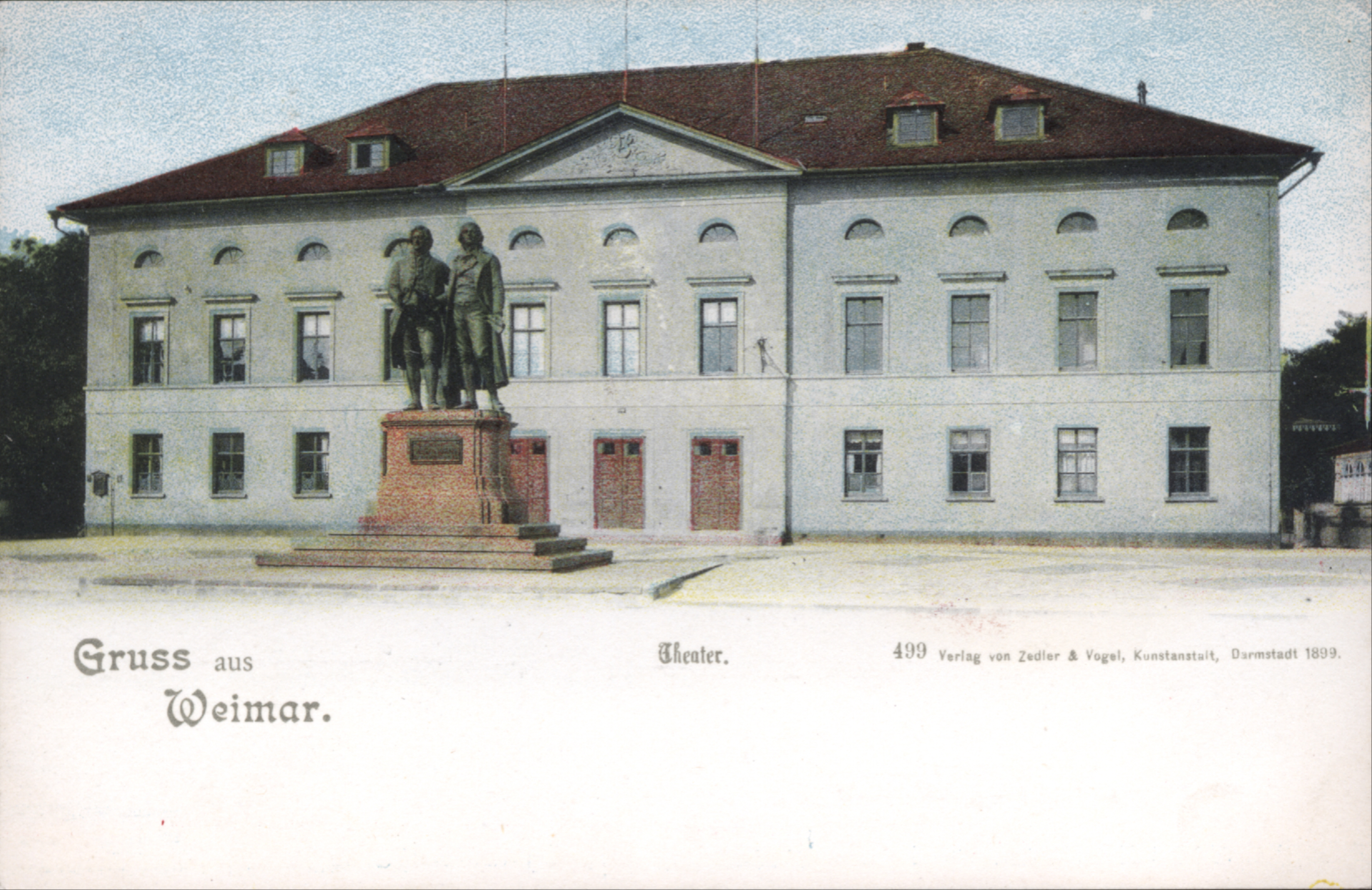
Das Weimarer Hoftheater (Postkarte um 1899)

Mit der Ernennung zum Hofrat und der Stelle am württembergischen Hof verlief Dingelstedts Leben ab 1843 in gänzlich veränderten Bahnen. Nach der Anstellung in Stuttgart, wo er ab 1846 auch als Dramaturg des Hoftheaters tätig wurde, ging er 1851 als Intendant ans Hoftheater nach München, wo das konservative bayerische Publikum dem ehemals oppositionellen kurhessischen Lyriker zunächst feindselig und ablehnend begegnete. 1857 kam Dingelstedt auf Vermittlung Franz Liszts, der dort als Operndirektor tätig war, als Generalintendant an das höfische Theater in Weimar. Bereits 1850 hatte Dingelstedt einen Prolog zur dortigen Uraufführung von Wagners Lohengrin verfasst, um sich und seinen Namen in dieser Theaterstadt bekannt zu machen. In einer Besprechung der Uraufführung schrieb Dingelstedt selbst, sein Prolog sei „im Publicum ungemein gütig aufgenommen“ (Dingelstedt 1850b) worden, während er für die Musik und Ästhetik Richard Wagners wenig Verständnis zeigte. Die spätere Weimarer Zusammenarbeit zwischen Liszt und Dingelstedt scheiterte trotz beider Freundschaft daran, dass Dingelstedt dem Schauspiel eindeutig Priorität einräumte und die Oper vernachlässigte. Über diverse Intrigen kam es schließlich zum Zerwürfnis, und Liszt reichte sein Rücktrittsgesuch ein.

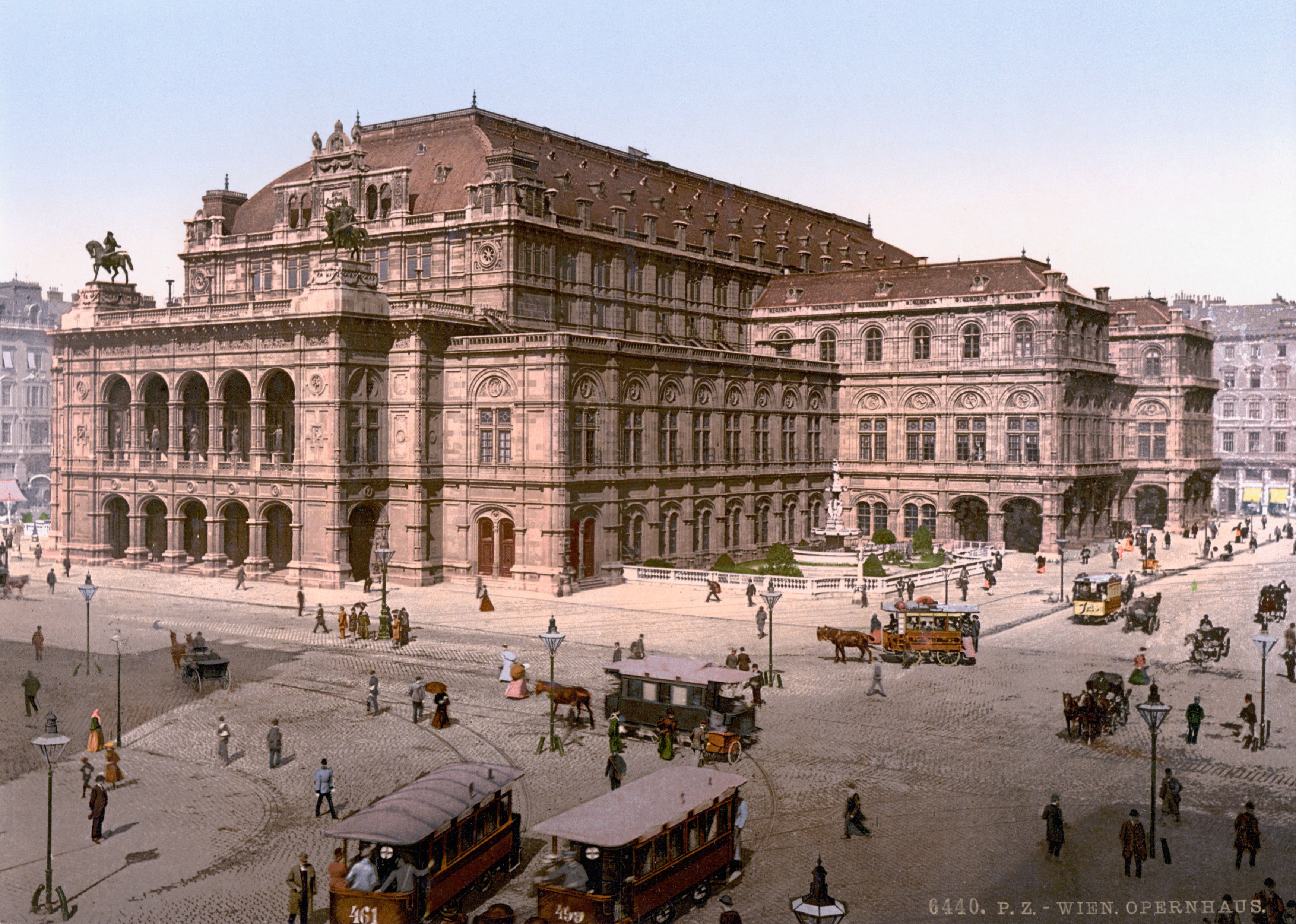
Das neue Wiener Opernhaus um 1900

1867 wurde Dingelstedt Direktor der Wiener Hofoper, die unter seiner Intendanz in das neue Haus an der Ringstraße umzog. Ebenfalls 1867 wurde er von König Ludwig II. nobilitiert, leitete ab 1870 das Wiener Hofburgtheater, das bis heute mit einer Statue an Dingelstedts Wirken erinnert, und wurde 1876 von Kaiser Franz Joseph in den Freiherrenstand erhoben.
Franz Dingelstedt starb 1881 in Wien und wurde auf dem Zentralfriedhof (5A-4-80) neben seiner 1877 verstorbenen Ehefrau Jenny Lutzer in einem ehrenhalber gewidmeten Grab beigesetzt. Im Jahr 1894 wurde in Wien Rudolfsheim-Fünfhaus (15. Bezirk) die Dingelstedtgasse nach ihm benannt. Auch in Hannover, Rinteln, Kassel und im Fuldaer Stadtteil Ziehers-Süd sind Straßen nach ihm benannt.

## Familie
Dingelstedt heiratete 1844 die Opernsängerin Jenny Lutzer (1816–1877). Das Paar hatte mehrere Kinder:
- Gabriela Franziska Auguste (* 21. Januar 1845) ⚭ Heinrich Ritter von Preschern-Heldenfeldt
- Franz Ludwig Friedrich Wilhelm (* 30. April 1846)
- Wilhelm Friedrich Karl (* 16. Januar 1849)[22] ⚭ Ernestine Katharina Wetzel verwitwete Negro (* 4. August 1844)
- Susanne Johanne Rosalia (* 11. August 1853)
- Ernst Alexander (* 30. Juli 1855) ⚭ 1891 Marie Magdalena Hofmann (* 1. Juli 1866)

## Wirken
Der Dichter Dingelstedt bewegt sich im Wesentlichen auf dem Feld der Lyrik (Gedichte [1838], Lieder eines kosmopolitischen Nachtwächters [1841/42], Gedichte [1845], Nacht und Morgen [1851]). Außerdem schrieb er Romane und Novellen (Die neuen Argonauten [1839], Unter der Erde [1840], Heptameron [1841], Die Amazone [1868]). An Bühnenwerken ist sein 1850 in München uraufgeführtes Drama Das Haus der Barneveldt zu erwähnen. Darüber hinaus verfasste er dramaturgische und literaturgeschichtliche Arbeiten (Studien und Copien nach Shakspeare [sic! 1858], Eine Faust-Trilogie [1876], Literarisches Bilderbuch [1878]) sowie Übersetzungen von Dramen Shakespeares, Molières und Beaumarchais’.

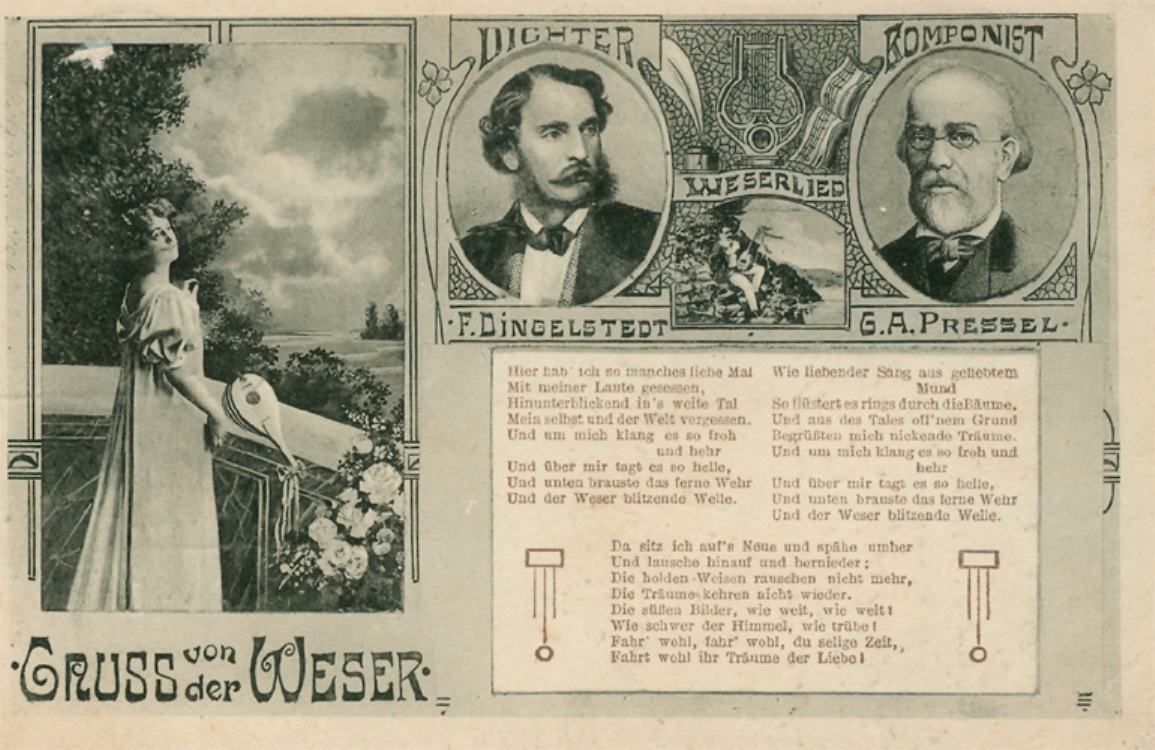
Jugendstilpostkarte mit dem Weserlied

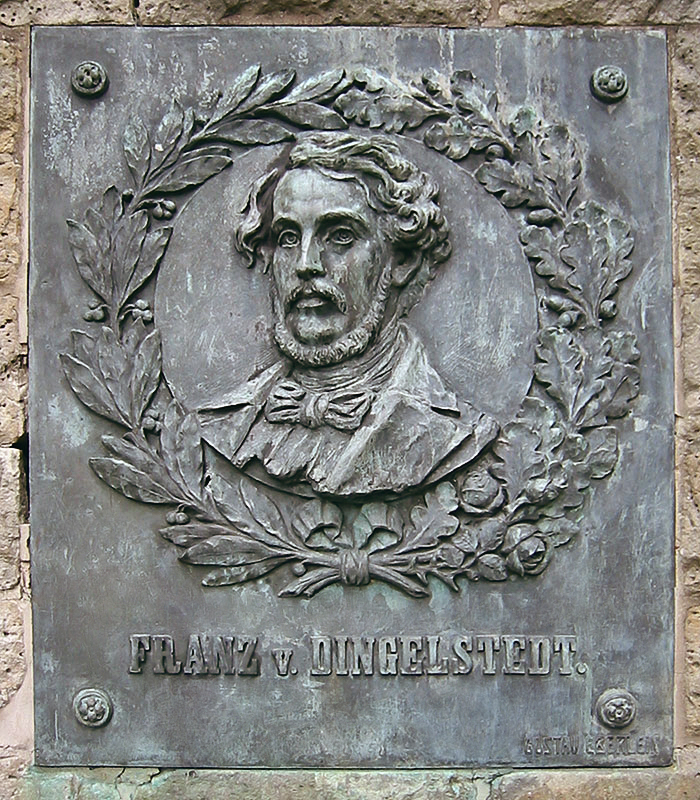
Bronzetafel der Weserliedanlage mit Franz von Dingelstedt

Volkstümliche Berühmtheit erlangte Franz Dingelstedt durch sein 1835 in Rinteln gedichtetes Weserlied („Hier hab’ ich so manches liebe Mal / mit meiner Laute gesessen“), das von Gustav Pressel vertont wurde; an diese Zusammenarbeit erinnert die Weserliedanlage in Hann. Münden, die sowohl den Komponisten als auch den Dichter mit Bronzetafeln ehrt.
In seiner Geschichte der deutschen Literatur resümierte Eduard Engel zu Anfang des 20. Jahrhunderts: „Und doch war Dingelstedt ein Dichter; kein großer, aber kein ganz geringer“ (Engel 1918, S. 188). Diese Einschätzung lässt sich bis heute aufrechterhalten. In seiner politischen Lyrik polemisierte Dingelstedt – ähnlich Hoffmann von Fallersleben in den Liedern eines Unpolitischen (1840/41) oder Georg Herwegh in seinen Gedichten eines Lebendigen (1841, 2. Bd. 1843) – gegen die politischen und gesellschaftlichen Zustände im vorrevolutionären Deutschland. Er geißelte die Repressalien durch die Restauration, wandte sich gegen Fürstenwillkür, Klerikalismus, Korruption, Philistertum, die Meinungsunterdrückung durch die Zensur sowie die Kleinstaaterei; als Motto steht über dem zweiten Teil seiner Lieder eines kosmopolitischen Nachtwächters: „Welt im Duodez; / Der Deutsche versteht’s!“ (Dingelstedt 1978:116) In diesen Nachtwächter-Liedern fokussierte er – zum Teil an realen Orten wie Frankfurt am Main, München, Kassel, Berlin, Wien – jeweils konkrete Beispiele, um diese zu kritisieren, zu kompromittieren oder zu ironisieren. In einem der Lieder wandte er sich etwa dem Wahnsinn und der Praxis in Psychiatrien zu und seine Einschätzung mutet durchaus modern an:
Was nicht so denkt, wie wir, und nicht

So fühlt, das zählen wir zu kranken,

Und ob nicht just Gesundheit spricht

Aus ihren taumelnden Gedanken?

– Dingelstedt 1978:110
Ungewöhnliche und bewusst effektvoll gestaltete Reime und Enjambements sowie das Erzeugen von Komik sind typisch für den Stil Dingelstedts. Außerdem gelangen ihm bisweilen äußerst treffende Bilder und Formulierungen; das Wesen eines typischen Höflings entwarf er in vier Zeilen:
Hungern, Dursten, Gähnen, Frieren,

Echo und Maschine sein,

Obendrein im Whist verlieren

Und im Tanz sich abkastein –

– Dingelstedt 1978:147
Insbesondere die Metapher „Echo und Maschine“ pointiert das Menschenbild im System Metternichs, außerdem bringt der Kontrast zwischen den ersten und letzten beiden Zeilen die Zerrissenheit zwischen realer Lebenssituation und höfischer Erwartung zum Ausdruck, ein Menschenbild also, wie es etwa auch Georg Büchner in seinen Dramen vermittelt. Witz, Ironie und satirische Skepsis sind jene Elemente politischer Lyrik, die Dingelstedt stilistisch von vielen seiner Zeitgenossen abheben und ihn in die Nähe Heinrich Heines rücken, dessen Qualität er freilich nicht erreichte. Hans-Peter Bayerdörfer attestierte den Liedern eines kosmopolitischen Nachtwächters dennoch „stilistische Brillanz“ sowie „gehaltliche Brisanz“.:79 Die über 80 Gedichte weisen nicht nur formal große Vielfalt auf (Volksliedstrophe, Sonett, Ghasel, Stanze, trochäische Tetrameter etc.), auch inhaltlich sind sie voller literarischer Anspielungen und weisen den Autor als aufmerksamen Beobachter seiner Zeit aus. Bayerdörfer belegte darüber hinaus, dass Dingelstedts Nachtwächter-Zyklus Heines Stil beeinflusste und als direkte Anregung für dessen Versepos Deutschland. Ein Wintermärchen (1844) fungierte.
Des Weiteren gilt Dingelstedt als bedeutender Theaterleiter des späten 19. Jahrhunderts; seine Vorstellung von dekorativer Bühnengestaltung kam dem Publikumsgeschmack in hohem Maße entgegen. Während Heinrich Laube als Vorgänger im Amt des Burgtheaterdirektors den Text ins Zentrum stellte und an der Sprache seiner Schauspieler arbeitete, hingegen jeglichen Überfluss auf der Bühne als „Tapezierer-Dramaturgie“ diffamierte, hatte das Bühnenbild für Dingelstedt unbedingte Priorität. Opulente Ausstattung und Bühnentechnik waren ihm äußerst wichtig, insbesondere im Genre des Historiendramas. Bereits in der Münchener Zeit hatte er mit dem Maler Wilhelm Kaulbach als Bühnenbildner zusammengearbeitet. Wenn Hermann Broch von einem „eklektizistischen Stilkonglomerat […]“ sprach, „das den Un-Stil des 19. Jahrhunderts ausmachte“, dann meinte er nicht nur die historistische Architektur etwa der Wiener Ringstraße, sondern bezog sich auch auf das Theater. Dort fand man „all die dekorative Schönheit“ und hier wurde das „Verlangen nach gesichertem, teils pomphaftem, teils unbeschwertem Kunst- und Lebensgenuß“ (Broch 1955, S. 49) befriedigt. In diesem Sinne war Dingelstedts Ausstattungstheater sowohl eine geschickte Annäherung an das Publikum als auch eine ökonomisch wirksame Möglichkeit, mit den immer stärker werdenden Unterhaltungs- und Operettentheatern Schritt zu halten. In seiner Studie zu Goethes Faust entwarf Dingelstedt ein dramaturgisches Konzept, das die beiden Teile des Dramas an drei Abenden auf die Bühne bringt. In dieser Faust-Trilogie (1876) zeigte sich einerseits, dass Dingelstedt als Regisseur durchaus usurpatorisch mit dem Text umging, um sein Ziel einer bühnengerechten Darstellung zu erreichen, andererseits ausgesprochen konkrete und bildhafte Vorstellungen von dieser Umsetzung hatte. Darüber hinaus wird deutlich, dass Dingelstedts Wille zur realistischen Wiedergabe nicht frei von Übertreibungen war; der Pudel, als der Mephisto erscheint, müsse unbedingt als echter dressierter Hund auf die Bühne, postulierte er. Ein Kritiker nannte Dingelstedts Faust-Konzept später „ein merkwürdiges Konglomerat von Geschmacklosigkeiten und Einfällen“ (Pfeiffer-Belli 1931).
Als Programmgestalter wandte sich Franz Dingelstedt von der allgemeinen Präferenz französischer Stücke, die er als „Jahrmarktswaare“, als „Spottgeburten aus Dreck und Feuer“ (Dingelstedt 1876, S. 110) bezeichnete, ab und setzte im Wesentlichen drei Schwerpunkte: Er förderte die Dramen Friedrich Hebbels, die, so sagte er, „von jeher eine besondere Anziehungskraft“ auf ihn ausgeübt hatten. Die „zuweilen recht schwierige Arbeit“ der Inszenierung kam ihm vor, „als beschäftige [er] sich mit einem eigenen Werk“ (Dingelstedt 1878, S. 221). Mit Hebbel war Dingelstedt auch persönlich befreundet, inszenierte in München dessen Judith und vermittelte 1852 die Uraufführung der Agnes Bernauer. In Weimar brachte er schließlich 1861 Hebbels Nibelungen zur Uraufführung, woraufhin der Dichter seinen Dank in einem Brief vom 20. Mai 1861 ausdrückte: „Was man auch über meinen Antheil an den Nibelungen in Zukunft sagen mag, den Deinigen wird man in der Theater-Geschichte als einen gloriosen bezeichnen“ (zitiert nach Wellhausen 1988, S. 145).
Außerdem machte Dingelstedt sich um die Aufführung der Dramen der Klassiker verdient; zwischen 1851 und 1855 wurden in München unter Dingelstedts Intendanz durchschnittlich 40 Klassikeraufführungen im Jahr geboten. Im Jahr 1854 organisierte er ein sogenanntes Gesamtgastspiel, bei dem unter Mitwirkung auswärtiger Schauspieler ebenfalls Dramen Goethes, Schillers, Lessings und Kleists aufgeführt wurden. Außerdem war er 1859–1865 Präsident der Schiller-Stiftung. In einem Weimarer Theater-Prolog zum Shakespeare-Jubiläum schrieb Dingelstedt mit parodistischem Blick auf Schillers Bürgschaft: „Seht, heut’ gesellt, im heil’gen Bund der dritte, / Zu Deutschlands Dioskuren sich der Brite“ (Dingelstedt 1877, Bd. 9, S. 43). Neben Goethe und Schiller stellten also die Werke William Shakespeares einen weiteren Meilenstein in Dingelstedts Programmgestaltung dar. 1864, anlässlich des 300. Geburtstags, inszenierte er in Weimar erstmals auf deutscher Bühne die Königsdramen Shakespeares als Zyklus und gründete im selben Jahr zusammen mit Wilhelm Oechelhäuser die Deutsche Shakespeare-Gesellschaft, zu deren zweitem Vizepräsidenten er gewählt wurde.

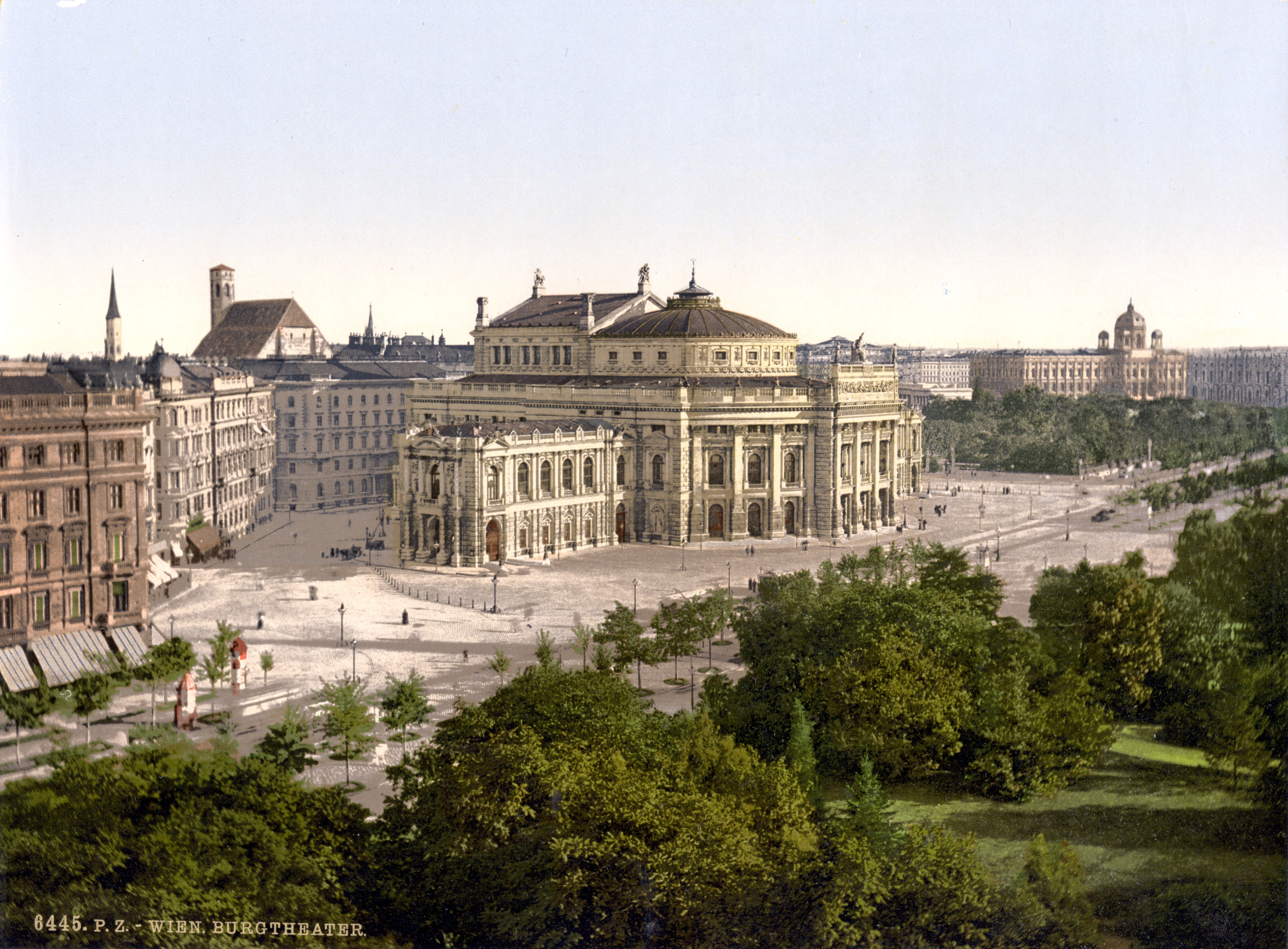
Wiener Burgtheater um 1900

In diesem Zusammenhang ist auch die Shakespeare-Woche am Wiener Burgtheater zu nennen; vom 17. bis 23. April 1875 wurden hier König Richard II., König Heinrich IV., König Heinrich V., König Heinrich VI. und König Richard III. gespielt. Dingelstedts Shakespeare-Inszenierungen basieren auf eigenen Übertragungen, wobei er sehr frei mit dem Original umging, sich von den ästhetischen Idealen Schlegels löste und versuchte, einen bühnenwirksamen und volkstümlichen Shakespeare hervorzuheben. Die Shakespeare-Übertragungen machten einen Großteil der Werkausgabe Dingelstedts aus, wurden jedoch bereits von seinen Zeitgenossen als willkürlich und eigenmächtig taxiert.
Dingelstedts Biographie ebenso wie sein Œuvre scheinen in zwei Teile zu zerfallen: ein oppositionelles Frühwerk, das mit entsprechenden Repressalien durch die Zensur geahndet wurde, und ein angepasstes Dasein als Hofrat und Leiter diverser höfischer Theater. Der Mythos vom Wendejahr 1843 ist der Dingelstedt-Forschung nach wie vor omnipräsent, eine objektive Betrachtung hingegen ist schwer, da viele seiner Texte in Zeitungen und Zeitschriften erschienen und damit nur schwer zugänglich sind oder nicht mehr existieren. Die 1877 erschienene Ausgabe der Sämmtlichen Werke in zwölf Bänden ist von Dingelstedt selbst zusammengestellt und die Texte sind zum Teil stark redigiert und entschärft. Andreas Gebhardt hat in seiner Dissertation:117ff. zu Recht darauf hingewiesen, dass es sich 1843 um keinen plötzlichen Gesinnungswandel handelt. Er charakterisiert auch den jungen Lehrer und Journalisten in Ricklingen, Kassel und Hersfeld als ausgesprochen karrieristisch und zeigt, dass der Revolutionär lediglich eine Facette neben dem arrivierten und traditionsverbundenen Dingelstedt ist, dem man in gewisser Weise Opportunismus vorwerfen könne. Paul Heidelbach behauptet bereits 1936, dass Dingelstedt nicht aus Überzeugung, sondern durch eine zufällige Zeitgenossenschaft zum politischen Dichter geworden sei. „Er hat sich nirgends zu einer politischen Ueberzeugung bekannt, sein Liberalismus […] hatte seine Wurzel lediglich in ästhetischen Empfindungen“ (Heidelbach 1936:91). Somit kommt die Anstellung am Hof in Stuttgart nicht unerwartet, sondern ist vielmehr ein anderer Weg zu Berühmtheit und beruflichem Erfolg. Treffender als das Bild der Kehrtwende ist wohl das der lebenslangen inneren Zerrissenheit, die sich auch in folgendem Vierzeiler äußert, den Dingelstedt „An Paul Lindau, den Verfasser meines künftigen Nekrologes“ richtet:
Wenn ihr mich (möglichst spät) begrabt,

Sei dies auf meinem Stein zu lesen:

Er hat zeitlebens Glück gehabt,

Doch glücklich ist er nie gewesen.

– Dingelstedt

## Werke (Auswahl)

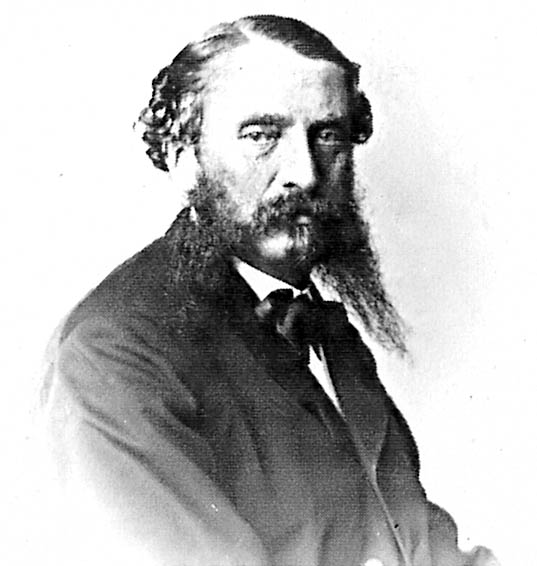
Franz von Dingelstedt, um 1879

- [anonym] Bilder aus Hessen-Kassel. In: Europa. Chronik der gebildeten Welt. 4 (1836). S. 69–80.
- Gedichte. Kassel / Leipzig 1838.
- Die neuen Argonauten. Ein komischer Roman. Fulda 1839.
- Das Weserthal von Münden bis Minden. Kassel 1839.
- Sechs Jahrhunderte aus Gutenbergs Leben. Kleine Gabe zum großen Feste. Kassel 1840.
- [anonym] Lieder eines kosmopolitischen Nachtwächters.Zeno Hamburg 1841. Digitalisat der Aufl. 1842: Pedagogical Digital Library
- [mit Sylvester Jordan] Zeitstimmen aus Hessen. 1840–1848. Kassel 1848.
- Das Haus der Barneveldt. Dresden 1850a.
- Der Goethe-Tag. In: Augsburger Allgemeine Zeitung vom 4. September 1850. S. 3947–3949. (1850b)
- Nacht und Morgen. Stuttgart 1851.
- Studien und Copien nach Shakspeare. Pest / Wien / Leipzig 1858.
- Die Amazone. Stuttgart 1868.
- Eine Faust-Trilogie. Dramaturgische Studie. Berlin 1876.
- Sämmtliche Werke. 12 Bd. Berlin 1877.
- Literarisches Bilderbuch. Berlin 1878.
- Münchener Bilderbogen. Berlin 1879.
- Lieder eines kosmopolitischen Nachtwächters. Studienausgabe mit Kommentar u. Einl. hg. v. Hans-Peter Bayerdörfer. Tübingen 1978.